# إدموند كارول
إدموند كارول (بالإنجليزية: Edmund Carroll)‏ (22 أكتوبر 1886 بملبورن في أستراليا - 6 يونيو 1959) هو لاعب كريكت أسترالي. لعب مع فريق فكتوريا للكريكت.

## وصلات خارجية
- إدموند كارول على موقع إي آس بي آن كريك إنفو (الإنجليزية)